# Арманла
Арма́н (крим. Arman, також Арма́нла, Арма́нка, Малта́ш-Озє́н, Малта́ш-Узе́нь, крим. Maltaş Özen) — річка в Україні, на Кримському півострові. Ліва притока Чорної річки (басейн Чорного моря).

## Опис
Довжина річки приблизно 4,40 км, найкоротша відстань між витоком і гирлом — 3,84 км, коефіцієнт звивистості річки — 1,15.

## Розташування
Бере початок на північно-західній стороні від гори Медвен-Каяси (висота 856,6 м). Тече переважно на північний захід понад горою Календи-Баїр (висота 715 м), через село Підгірне (до 1945 року — Калєндо; крим. Kalendo)  і впадає в Чорну річку (Чорнорічинське водосховище).
Населені пункти вздовж берегової смуги: Родниківське (до 1945 року — Скєлє; крим. Skele) , Павлівка (до 1945 року — Сахтік; крим. Sahtik) .

## Цікавий факт
- Річка тече через Байдарський заказник.
- На правому березі річки розташована Скельська печера[4].